# Alfons Sorribes i Teixidó
Alfons Sorribes i Teixidó   (Rocafort de Vallbona, 17 de desembre de 1912 - Barbastre, 15 d'agost de 1936) fou un religiós claretià. És venerat com a beat per l'Església Catòlica.
Als 12 anys va ingressar al col·legi claretià de Cervera. Després continuà els seus estudis a Barbastre, Vic i Solsona. A l'inici de la Guerra civil espanyola, fou executat, juntament amb els seus companys de comunitat, per milicians anarquistes. En el moment de la mort era acòlit i havia acabat quart curs de Teologia.
El 25 d'octubre de 1992 fou beatificat pel Papa Joan Pau II.: